# Nexus (estudio de animación)
Nexus Co., Ltd. (株式会社Nexus, Kabushiki-gaisha Nekusasu) es un estudio de animación japonés fundado en 2012.

## Trabajos

### Series de televisión
| Año  | Título                                          | Director(es)            | Fecha de primera transmisión | Fecha de última transmisión | Eps. | Nota(s) | Refs.       |
| ---- | ----------------------------------------------- | ----------------------- | ---------------------------- | --------------------------- | ---- | --- | ----------- |
| 2015 | Wakaba Girl                                     | Seiji Watanabe          | 3 de julio de 2015           | 25 de septiembre de 2015    | 13   | Adaptación del manga escrito e ilustrado por Yui Hara.                                                             | [ 1 ]       |
| 2015 | Rakudai Kishi no Cavalry                        | Shin Ōnuma Jin Tamamura | 3 de octubre de 2015         | 19 de diciembre de 2015     | 12   | Adaptación de las novelas ligeras escritas por Riku Misora e ilustradas por Won. Coproducción junto a Silver Link. | [ 2 ]       |
| 2018 | Comic Girls                                     | Yoshinobu Tokumoto      | 5 de abril de 2018           | 21 de junio de 2018         | 12   | Adaptación del manga escrito e ilustrado por Kaori Hanzawa.                                                        | [ 3 ]       |
| 2019 | Granbelm                                        | Masaharu Watanabe       | 5 de julio de 2019           | 26 de septiembre de 2019    | 13   | Hstoria original.                                                                                                  |             |
| 2020 | Darwin's Game                                   | Yoshinobu Tokumoto      | 3 de enero de 2020           | 20 de marzo de 2020         | 11   | Adaptación del manga escrito e ilustrado por FLIPFLOPs (Shu Miyama y Yuki Takahata)                                | [ 4 ]       |
| 2022 | Kage no Jitsuryokusha ni Naritakute!            | Kazuya Nakanishi        | 5 de octubre de 2022         | 15 de febrero de 2023       | 20   | Adaptación de las novelas ligeras escritas por Daisuke Aizawa e ilustradas por Tōzai.                              | [ 5 ]       |
| 2023 | Kage no Jitsuryokusha ni Naritakute! 2nd Season | Kazuya Nakanishi        | 4 de octubre de 2023         | 20 de diciembre de 2023     | 12   | Secuela de Kage no Jitsuryokusha ni Naritakute!.                                                                   | [ 6 ] [ 7 ] |
| 2025 | Shūmatsu Touring                                | Yoshinobu Tokumoto      | Octubre de 2025              | —                           | —    | Adaptación del manga escrito e ilustrado por Sakae Saitō.                                                          | [ 8 ] [ 9 ] |

### Películas
| Año  | Título                                                 | Director(es) | Duración | Nota(s)                                                     | Refs.  |
| ---- | ------------------------------------------------------ | ------------ | -------- | ----------------------------------------------------------- | ------ |
| 2014 | Santa Company                                          | Kenji Itoso  | 28m      | Historia original. Coproducción junto a Kenji Studio.       |        |
| —    | Kage no Jitsuryokusha ni Naritakute! Movie: Zankyō-hen | —            | —        | Secuela de Kage no Jitsuryokusha ni Naritakute! 2nd Season. | [ 10 ] |

### Especiales
| Año  | Título                        | Eps. | Nota(s)                                                                             | Refs. |
| ---- | ----------------------------- | ---- | ----------------------------------------------------------------------------------- | ----- |
| 2015 | Wakaba Girl: Onsen Tsukaritai | 1    | Episodio adicional incluido con el segundo volumen de Blu-ray y DVD de Wakaba Girl. |       |
| 2020 | Darwin's Game: Log Line       | 1    | Resumen de los primeros 4 episodios de Darwin's Game.                               |       |